# 卵萼羊角拗
卵萼羊角拗（学名：Strophanthus caudatus）是夹竹桃科羊角拗属的植物。分布于老挝、台湾岛、马来西亚、柬埔寨、印度、越南、印度尼西亚等地，目前尚未由人工引种栽培。